# 魔探偵ロキ
『魔探偵ロキ』（またんていロキ）は、木下さくら作の漫画作品、およびそれを原作としたテレビアニメ。『月刊少年ガンガン』に連載され単行本が7巻まで出ている。その後、エニックスお家騒動の影響でマッグガーデンに移籍となり『魔探偵ロキ RAGNAROK』とタイトルを変更し、掲載雑誌も『月刊コミックブレイド』に変更された。また、既刊のガンガンコミックスはマッグガーデンから新装版として全7巻発行された。2004年10月号で完結。また、タイトル変更後にアニメ化もされた。
2009年9月25日よりウェブコミック誌『ブレイドコミックアーカイブ』にて、2010年9月まで第1話からの無料配信が行なわれていた。
2011年8月25日にマッグガーデン・コミック・オンライン「WEBコミックBeat's」にて第3部にあたる続編『魔探偵ロキRAGNAROK〜新世界の神々〜』が連載された。
物語の節の略称については、以下の通りとする。
- 魔探偵ロキ：第1部
- 魔探偵ロキ RAGNAROK：R
- 魔探偵ロキRAGNAROK〜新世界の神々〜

北欧神話をベースに作られているが、厳密には神話と異なる点も多く（ヘイムダルの目をロキが抉った、フレイヤとウルドがロキのことを愛している、ウドガルドロキとロキが同一人物など）、ストーリーとしては北欧神話自体と直接の関係はない。また、初期から中期にかけては探偵としての物語が主なものとなっているが、後期から徐々に神や神界に関係する話が多くなり、探偵としての物語は減少していく。

## あらすじ
少年探偵ロキは北欧神話の邪神ロキの化身である。戯れが過ぎたため、最高神オーディンによって神界から人間界に落とされた。主神の命令で人間界の魔を落とし、魔を集めている。魔を集めやすいように燕雀探偵社（えんじゃくたんていしゃ）で探偵をしている。
ロキと闇野竜介（ロキの子であるミドガルズオルム）が住む大屋敷に、ミステリーマニアの大堂寺繭良がロキの助手と自称して入り浸るようになる。ロキを殺すように神界から命じられているが、貧乏なために飯をたかりにロキ宅へやって来る鳴神（雷神トール）などが登場して、様々な事件が巻き起こる。また、ヘイムダル、ノルン三姉妹（ウルド、ヴェルダンディー、スクルド）、フレイとフレイヤ、ウトガルドロキ、ヘル、フェンリル、ロキの妻であるアングルボダ等、数多くの神がロキの前に現れる。

## 登場人物
※声優名は テレビアニメ版およびコミックブレイドドラマCDシリーズ/少年ガンガンコミックCDコレクション『魔探偵ロキ ヘイムダルの逆襲』の順（書かれていない場合は同じ声優、もしくはアニメ版のみ出演）。

### 主要人物
ロキ
声 - 渕崎ゆり子
本作の主人公。燕雀探偵社という怪しい探偵事務所の少年だが、その正体は悪戯と欺瞞を司る北欧の邪神ロキである。悪ふざけが過ぎて最高神オーディンにより、神界から人間界へと落とされてしまった上に子供の姿にさせられ、魔力も制限されている。そのため、魔法を使用する際は「レイヴァテイン」という杖を使う（物語後半で登場）。探偵業をこなす中、オーディンの命令で人間の魔落としをしている（アニメでは人間の邪気集め）。探偵社を経営しているのは、その魔を探し集めるためでもある。神界でも頭が良く、さらに美形で有名だった。
フェンリル、ヘル、ミドガルズオルムの3人の子供がいる。幼い子供は苦手らしく、鳴神が一時期バイトをしていた剣道道場で知り合った子供達と一緒に居ることすら大変だった。しかし、玲也は別らしい（北欧の神だからという理由ではないらしい）。
弱点は、音痴であること（自覚はない）、自動車に乗れない、走ること、子供の相手をすること、ハイテク器械関係のほとんどが苦手であること（ただし、第3部『新世界の神々』第5話ではテレビを見ていたことからある程度は克服している模様）、などのように多い。さらに、北欧の神々の間で有名である弱点が「水」。つまりはカナヅチである。
オーディンとは血を分け合った義兄弟であり、互いに信頼は厚かった。バルドルとの戦いの後には北欧の神ではなくなり、繭良と共に小さな探偵社を営む。ただし第3部では再び神格が戻され、子供の姿になる。
なお、初登場時はまつ毛が長く、眉毛も太めだった。作者の木下は、子供のロキを描いているほうが好きであると語る。
覚醒ロキ
声 - 櫻井孝宏
ロキの本来の姿。魔を落とすことによってたまった魔力を使うことで、一時的にこの姿へ戻ることができる。ルーン魔法の使い手で、ネクロマンサーの異名を誇る。相当なプレイボーイであるが、人間界、神界ともに多くの女性にモテる。しかし、フレイヤが自分の事が好きだった事に気付かなかった。魔力が回復しているため、ルーン魔法のほかに変身魔法も使用できる。人間界で初めて本来の姿になれたとき、調子に乗り回し蹴りをしたり、魔法を使い人々をボコボコにしていた。
原作では覚醒前のロキの髪にはトーンが貼られているが、覚醒時は貼られていない。ただし、原作のカラーイラスト、アニメなどから見て髪の色はほとんど変化していない。
大堂寺繭良（だいどうじ まゆら）
声 - 堀江由衣 / 坂本真綾
ミステリーマニアの女子高生。学校からの下校の際、偶然に燕雀探偵社の前を通り、二刀流の死神事件解決の日から探偵社にミステリー経験目当てで入り浸ることになる。アニメでは喋る西洋人形のことを相談するために探偵社に入る。
ロキからは平仮名の「まゆら」で呼ばれることが多い。ロキの助手を自称する割には役に立った例はないに等しいが、天然ボケなためその事には気づいてない。
鳴神のクラスメイトでミステリー研究会唯一の部員であり部長だが、アニメでは一時期、フレイが入部していた時があった。親の遺伝でお酒に酔いやすい。
テレビアニメ版により髪の色はピンクに統一されたが、それ以前の原作カラーイラストでは緑髪など他の色のイラストも存在する。
女子高生らしく情報ネットワークは半端ではないらしい。大のラーメン党である。
作者の木下は、物語序盤は暗い雰囲気の物語なので繭良は明るいキャラであることを意識して描いていた。また、原稿ではベタを多用するため、頭髪は白髪のロングヘアーにしている。
闇野竜介（やみの りゅうすけ）
声 - 三木眞一郎 / 関俊彦
ロキの身の周りの世話をする青年。正体はロキの息子で、三匹のモンスターの末弟である巨大な蛇ミドガルズオルムである。ロキが人間界に行く際、お供として青年の姿に変化させて連れて行った。ファザコンであり、食事の面でもロキの健康にはかなり気を遣っていて、栄養バランスの悪いレトルト食品などをみると怒りに震えることも。
神界では、トールになぜか悪と認識され何度も成敗されそうになったことがある。そのためトール神である鳴神を極端に恐れている（ただし、当の鳴神自身は闇野の正体に気付いていない）。
普段は父であるロキのことは「ロキ様」と呼ぶが、真の姿の時には「父上」と呼ぶ。兄姉のことは「フェンリル兄さん」、「ヘル姉さん」と呼ぶ。探偵社では父であるロキと立場が逆にとられる場面もしばしばある（そのため繭良は、ボランティアの人と勘違いしていた）。
R2巻ではトラブルになることを予測していたのか、フレイヤがロキ邸に遊びに来たときにスピカを拘束していた時もあった。
家事全般が得意で特に料理は自他共に認めるほどの腕前である。通販が趣味でよく注文する。原作では通信教育で鳴神に対抗するためにトンファーを習い、アニメでは様々なものを注文して楽しんでいる（ちなみに食材は産地直送）。
作者の木下は、闇野の容姿について、頭髪は「ロキがトーンで、繭良が白髪」なら、闇野は黒髪にし、ロキの保護者に見えるように青年風味を意識して描いたが、眼鏡と後ろ髪にしたのは、今となっては謎になった、とのこと。

### 燕雀探偵社（ロキ一家）
フェンリル
声 - 野島裕史
見た目は普通の黒い犬だが、正体はロキの息子で、三匹のモンスターの長男である魔狼フェンリルである。闇野と同じくファザコンである。
ロキのいる時といない時では態度や姿形が極端に違う。鳴神とは馬が合ったらしく、意気投合する。ちなみに鳴神には「チャーハン」とあだ名で呼ばれている。
オーディンにより雪山に繋がれていたが、何者かによって（アニメ版ではヘルによる）解放される。その後、ウルドに導かれて人間界にやって来た。繋がれていた間にすっかり性格がひねくれてしまったらしい。
ロキのことは本人の前では「ダディ」、ロキがいない時は「オヤジ」と呼ぶ。ロキが神界の王になるだろうと信じている。
フェンリルの言葉は普通の人間には「ほとばしる旋律」のように聴こえる。そのため一度ペットショップの店長に、珍しい犬として誘拐されたことも。
作者の木下は、作中でロキの次に愛着があるかもしれないと語っており、ロキがいないときのヤサグレ犬の方が描いていて楽しいとも語っている。
ヘル
声 - 南央美
ロキの娘で、三匹のモンスターの長女である地獄の番人ヘルである。他の兄弟と同じくファザコンである。
生まれつき半身が腐食しており、人間界の空気には耐えられないためにロキは人間界に行く際、闇野だけを連れて行った。自分は連れて行って貰えなかった為にロキに捨てられたと思いこみ、そこをオーディンに付け入られてロキを殺しに来る。ロキから本当は愛されている事を諭され、殺そうとしたことを謝罪したが、上述の通り人間界の空気に耐え切れず滅んでしまった。ラグナロクの時にスピカと共に冥界から現れる。
ロキのことは「お父様」と呼び、闇野のことは「ヨルムンガンド」と呼ぶ。闇野だけがロキに連れて行って貰えた事に嫉妬して闇野を刺すなど、ヤンデレの気がある。特異な体質を克服するためにありとあらゆる世界の本を読んできたため、かなりの博識である。
作者の木下は、メガネっ娘好きで、その趣味からメガネっ娘キャラ欲しさにヘルに眼鏡をかけさしてしまい、ロキ一家メガネ説が出てしまった、とのこと。
スピカ
R編第1話から登場する。ロキが神界から落とされる前に、付き合っていた巨人族の女アングルボダであり、ミドガルズオルム・ヘル・フェンリルの母親である。
オーディンから取り引きを持ちかけられ、神界からオーディンの呪いとともにやって来る。食い逃げ犯として逃げていたところをロキに拾われ、燕雀社探偵社でメイドとして居候の身となる。なお、このときは呪いのせいで喋れなかったため、ロキにスピカという仮名を命名される。その後、無事に呪いは解け、家族と共に暮らし始める。また、呪いが解けた途端、ロキが彼女の本当の名前を呼ぼうとした時には「私…スピカがいい…」と答えたため、以降は正式に「スピカ」として生活する。
典型的なドジっ娘で、何もない所でこけたり掃除をしていてロキの椅子の足を折ったりしてしまっている。また、巨人族故にかなりの大食いでもある。強い霊媒体質でもあり、一度とある婦人の霊に身体を乗っ取られたことがある。また、極端に無口で、喋るシーンが少ない。繭良は彼女と仲良くなろうとして、挨拶しても無視され困惑していた。後に繭良が彼女に餌付けしてからは仲良くなった模様。
ウトガルドロキが人間界に降臨した時に彼と接触し、昏睡状態に陥る。眠りが覚めたのも束の間で、彼女はすでにこの世にはおらず、霊魂のみの存在であったために消えてしまった。後にヘルと共にロキの前に姿を現す。
アニメでは、26話（最終話）のラストカットに声なしで登場。しかしその登場シーンは、「終わり」ではなく、「新たな始まり」を連想させるようなものだった。
作者の木下は、『R』での新キャラということで、結構細かくキャラデザしたことと、「ショートボブのくるくるヘアー」は昔からやってみたい髪型だった理由から描いていて楽しいと語っている。
えっちゃん
声 - 福圓美里 / 佐久間紅美
ロキが降霊術を使い失敗したことで、現れた式神、自分より小さいものに自在に変化できる。
魔を吸収でき、その魔をロキに送るために、体の一部を使って、ヴェンダルディーがドラウプニルの腕輪を作った。その後、ドラウプニルはロキによってレイヴァテイン（杖）に加工された。単行本のカバー下（新装版では巻末ページ）ではお菓子にも加工されていたが味の方は美味しいとは言えないようだ。
まゆらなどの普通の人間には見えずロキや、その家族、神々や一部の霊感が強い人間にのみ見える。登場当初は1体ではなく複数登場していた。
名前の由来は、ロキ曰く「偉いからえっちゃん」。なお、えっちゃんと呼ぶのはロキのみで、その他の人物には「ぷにゃん」「プニャラ」「ぷにゃお」などと呼ばれる。
作者の木下は、絵柄的にロキ一人で淋しいときに添えてあげるキャラであり、また闇野はえっちゃんの言葉を理解しているが、ロキは理解しているかどうかはわからない、とのこと。

### 北欧神
オーディン /バルドル
全知全能の神で、ロキを神界から追放した張本人。ロキの義兄弟。
本編にはR3巻にて初めて姿が明らかになる。作者としては、とにかく白髪にしたかったらしい。
鳴神の前にはホログラムとして登場。鳴神が5日前に買って放置していた肉まんの上に座ってしまい、ホログラムでありながら動揺するなどなかなかユニークな一面もある。
オーディンだと思われていたものの正体はオーディンの息子で王位継承者といわれたバルドルだった。
自らの肉体を滅ぼしたロキに復讐するため、バルドルはオーディンの体を乗っ取って暗躍していた。
第3部『新世界の神々』ではバルドルはノルンによって封じられているが、ヘーニルと利害が一致した為手を組んで暗躍している。ロキに恨みを持っているため、ヘイムダルにロキへの復讐の共闘を持ちかけるが断られる。ヘイムダルの杖が自分の元に戻ってくるなど、謎めいた言葉を呟いている。
また、オーディンはロキの手により復活し、パラレルワールドから帰ってきたロキがいた燕雀探偵社の前に再臨した。
作者の木下は、オーディンの髪の色について「黒髪かトーンのグラデか」で迷っていた折に、編集者から「白い髪って老成してるっぽくね？」と言われたことで白にした。また、髪型はドレッドヘアーの案もあった。
鳴神（なるがみ）
声 - 森久保祥太郎
まゆらの同級生である貧乏学生だが、その正体は北欧の神、雷神トールである。
鉄腕アルバイターですっかり人間界になじみ、神としての威厳を忘れているため、北欧の神々からは赤貧神と呼ばれることもある。元々、ロキを抹殺するために送り込まれたオーディンの刺客だった。最初はなぜそんなことをしなければいけないのか、ロキが殺されるまでの罪を犯したのかなど、いろいろと考え観察した結果、長い付き合いだから殺さないという結果に至った。
最高神オーディンの息子で王位第二継承者だが、自覚はない。ロキとは昔からの腐れ縁で、本来ならばロキは鳴神の義叔父にあたる。
一度思いついたらその考えに固執する性格で、たびたびロキを困らせることも。しかし、ロキにとって鳴神はもっとも信頼できるパートナーでもある。
いつも持っている木刀は、ただの木刀に「ミョルニル」と名前をつけた物。作中ではバルドルに操られてロキを襲った時に一度ロキに破壊されているため、2本の木刀が存在する。ただし新しい方は闇野のお土産。
自宅は想像を絶するほど散らかっているが、どこに何があるかは覚えているらしい。ただしナマモノなども放置しているため、腐らせてしまうことも珍しくない。
木刀を持っていないと、しなびた葱のように干からびてしまう。ただし木刀を持つとみるみるうちに復活する。
下の名前は不明。ロキからは雷神トールであることを比喩表現で、「ナルカミ君」と呼ばれている（しかし『新世界の神々』第5話では「鳴神（なるがみ）くん」になっていた）。一度下の名前がないことを作者に抗議する彼の姿が巻末付録に描かれており、そこでは「鳴神うさぎ」とされてしまった。
バルドルによって木刀に本物のミョルニルを憑依させられ、さらに精神を支配される。ロキを襲うが失敗し、最後はオーディンに扮したバルドルの手によって塵とされてしまった。バルドルがロキに倒された後、フレイたちとともに復活し、王位の座を争っていた（コメディーの戯れであるが）。また、神界に戻っていてもなぜか学生服のままだった。
第3部『新世界の神々』ではボディガードとして神界からロキの元に送り込まれる。現在はカフェでアルバイトをしている様子。また、マグニとモージという二人の息子がいる事が判明したが、彼ら曰く家庭では家事・育児放棄の上酒を飲んで大暴れするとのこと。フレイによってヘイムダル探知機、通称ヘムレーダーに人体改造されてしまった。
作者の木下は、鳴神の着ている学ランについて、資料で貰った静岡のサッカーで有名な高校の制服（らしい）をモデルにして描いていると語っている。
ヘイムダル / 東山和実（ひがしやまかずみ）
声 - 朴璐美 / 小林優子
普段は東山和実を名乗り小学生の少年の姿をしているが、正体は真実や未来を見通す千里眼を持つ光の神ヘイムダルである。オマケマンガによると、「東山和実」という名前を本人は気に入っているようで、R1巻第1話ではロキ宅を訪れたときにこの名前を名乗るほど。繭良からは常に「和実くん」と呼ばれ、たまにロキやフレイからもその名前で呼ばれることがある。
ロキに右目を取られ、激しくロキのことを憎んでいる。そのため、ロキが私怨ではなくオーディンの命令だったと本人に言っても信じてもらえていない。鳴神には「ヘム」と呼ばれる。
原作での一人称は僕だが、アニメ版では俺。原作では、はじめは真面目であったが、徐々にギャグキャラ化していく。タレ目である。アニメ版では、出ているシーンのほとんどがシリアスなシーンで、ギャグシーンはほとんど無い（一度だけチビキャラになっていたが）。いつも鷹を連れている。
本来、光の神でロキに魔を吸い取られた時は、一時的に異常に爽やかな性格になったが、すぐに復活した。度重なる失敗でオーディンにより神格を剥奪された。平凡な小学生になっても、フレイと組んでロキにありとあらゆる策略（いやがらせ）を練っているが、成功したことはなくフレイとはしょっちゅう別行動となってしまう。なぜか塾に通っており、鳴神に神様が塾に行くなよと突っ込まれていたが、「それならバイトは？」とロキに突っ込まれて、それ以来鳴神は塾のことには触れなくなった。勉強はしているが、学校には通っておらず、家庭教師に見てもらっている節もある。
基本的に陰険で、鳴神だけでなく、フレイヤ覚醒のために無理強いをさせられた玲也にも嫌われている。また、パソコンでしょっちゅうロキに対する嫌がらせを考えていられるが、全てを試しているわけではなく、成功した例もない。
人間の世界では常識を持ち合わせているような行動をとることも多い。
両手には鋭い爪があるために常に手袋をしている。
鳴神に代わって右目を返された代償にバルドルに身体を乗っ取られ、ロキを殺害する。その後、霊魂となって神界でロキの前にフレイとともに立ちふさがるが、ロキに敗北。バルドルが倒された後はフレイたちと共に復活する。そのとき、なぜか小学生の姿のままだった。
第3部『新世界の神々』では神界の神々と別行動を取り、独自にロキへの復讐をしつこく企んでいる。喋る杖が自分の抉り取られた右目である事を知ると、右目を元に戻すために杖と共に行動し、人間の真理を見つけるために人間界の過去を暗躍する。しかし、過去への移動により時空に歪みが生まれてしまい、一部の人間界に影響が出てしまう。
作者の木下は、作中登場キャラの中で唯一「髪の毛と目の色」が決まっている珍しいキャラであることを語っている。
フレイ
声 - 子安武人
怪盗フレイと名乗り世間を騒がせているが、その正体は豊穣を司る神フレイである。フレイヤの兄で、シスコンでもある。
ルーン魔法の使い手で、本気になればその力はロキを上回る。ロキや鳴神やヘイムダルと異なり人間界でも常に本来の姿で行動している。科学などに興味があり、様々なものをルーンを使い発明している。ただし、それらは機械仕掛けで動いているわけではなく、自信作グリンブルスティ改にいたっては中身が空っぽである。最も巨大なものはヴラドスキルニルという巨大な戦艦（後にロキに破壊された）。ロキを人間界に呪縛するために人間界に来たが、作者の意向からイケメンでありながら、ギャグキャラクターとして扱われている。
ロキが探偵をやっているからという理由で怪盗になったり、犯行予告をポケットティッシュで配ったりと、人間界に住むうちにオーディンの刺客であるという本来の目的を忘れている。
まゆら（フレイは「大和撫子」と呼ぶ）に惚れていて、彼女を振り向かせるために度々作戦をたてては失敗している。自称「神界の平賀源内」、「フレイヤちゃんの白馬の王子」。語尾は、「〜なのだ」「〜ぞい」などという口調で話す。
アニメでは繭良が所属しているミステリー研究会を救うため「海藤浮霊」名義で繭良の学校に転校してきたことがある。
刺客でありながら、誰よりも早くオーディンの異変に気づいていたなど、シリアスな内面も持っている。
原作終盤ではロキを殺したバルドルを滅ぼすためにフェンリルと闇野に覚醒を促すなど、ロキの味方をする一面も見せるが、神界では再びヘイムダルと共にビル4階分ほどの高さのロボを使ってロキを襲う。死んでいないはずのフレイがロキを襲った理由は「最後の最後でいい人だと思われるのもどうかと思って」とのこと。すべてが終わった後に玉座にふんぞり返るものの、すぐにフレイヤに蹴落とされてしまう。
第3部『新世界の神々』ではヘイムダルを探すロキに協力し、悪魔ユダをロキの元へと遣わす。しかし自分が召喚したユダにもその奇行は辟易されている様子。鳴神の事をヘイムダル探知機、通称ヘムレーダーに改造する。
作者の木下は、ヘイムダルが子供ロキのライバルなら、フレイは大人ロキのライバル、ということを意識して描いている。
グリンブルスティ
声 - 浅井清己
フレイの発明品。後にグリンブルスティ改も造られた。原作では何度か登場するのみだが、アニメではフレイの移動手段としてよく登場する。改造されたバージョンは食事や排泄、マーキングもする。
原作では動物としてのグリンブルスティは登場していないが、一度スクルドがグリンブルスティの子供に乗って地上にやってきたことがある。子供のグリンブルスティはその後行方不明となるが、街の動物園で「金色の猪」として注目を集めていた。
フレイヤ
声 - 麻見順子
フレイの妹で、ロキを殺すために神界からやって来る。ロキのことが好きで、その思いからオーディンに付け込まれた所はヘルと似ている。
ヘルと出会ったときにロキの娘であることを知り動揺するが、ヘルがロキを殺そうとしたときに「自分の娘が可愛くない父親なんているわけないじゃない」と母性の女神らしく叱咤激励する一面もある。
第3部『新世界の神々』ではオーディンの椅子から人間界を監視しており、ヘイムダルを探している。
大島玲也（おおしま れいや）
声 - 小松里賀 / 高野直子
富豪の令嬢である少女だが、その正体は愛と豊穣を司る女神フレイヤである。予知夢を見ることができ、ロキのこれからの運命を予想していた。
オーディンに命じられ、亡くなったはずの大島玲也になりすましてロキを殺しに来た。ブリーシング（首飾り）を付けるとフレイヤに覚醒するが、玲也にフレイヤ時の記憶は残らない。ロキの事が好きになっていき、ロキに対する嫉妬に似た感情が強まると、ブリーシングがなくてもフレイヤに覚醒する。
フレイヤがロキに神界に帰されたことにより、玲也の存在は完全に消え去った。
第3部『新世界の神々』では冒頭第1話に登場。その後、ヴァールと契約して一条凛として転生し、ロキと再会するが…。
作者の木下は、まゆらがロキにとって（絵的に）お姉さんキャラに見えてしまうため、ロキと同じ頭身のヒロインを出そうとして何体ものキャラデザの末に玲也が誕生し、また、登場までに一番手間がかかったと述べている。

#### 新世界の神々編
ヘーニル
オーディンの意思を受け継ぐ神で、マグニら「新世界の神々軍団」のリーダー的存在。ロイド眼鏡。ヴァルキリーを使って新世界を創造する事が目的。
神格を落とされたロキを巡り、フレイヤ達と対立する。自身の目的と利害が一致したため、バルドルと手を組んでいる。元々ロキやオーディンとは仲が良かったようで、昔はあてどない旅に3人でよく出かけていたらしい。若者（マグニ、モージ、ヴァーリ、ヴィーザル）達にお手本を見せようと、一時的に繭良と鳴神の高校に英語教師として赴任した事がある。生徒の評価によれば、イケメン系だがウザいとのこと。杖が作ったパラレルワールドの中でロキと争い、杖の宝石に取り込まれてしまう。
マグニ
鳴神の息子その1。活発。モージと共に人間界に潜り込み、タレントの真似事をしていたが、同じ事務所の青空結奈に脅迫状が届き、ロキに依頼する。実は結奈がヴァルキリーであることを確信し、彼女を守護するために潜り込んでいた。モージに比べれば鳴神には(一応)懐いている様子。
ヴァルキリー候補の少女を廃屋に誘う。また、ヴァールと共に杖を手に入れるため、時間遡行を行う。しかしヘイムダルとの争いの中、杖にある宝石に取り込まれてしまう。
モージ
鳴神の息子その2。ツリ目。最初はマグニと共に行動する。マグニに比べて鳴神に少し反抗的。割に他人に貶されると（一応）庇う様子も見せる。ヴァルキリー候補の少女に「人生でたった一度善行を施す」ことを対価に何でも願いを叶えてやると持ちかける。杖が作ったパラレルワールドの中でロキと争い、杖の宝石に取り込まれてしまう。
ヴァーリ
オーディンの息子。ボブカット。クールな印象だがたまに茶目っ気を見せる。怪盗ブラックキャットに扮してヴァルキリー候補の少女と接触する。ロキに自分たちの行動を止めるよう説得され、何か言いたげな様子を見せた。ヴァールとは闇の仕事人と称してコンビを組み、杖を探す。その間でのヘイムダルとの争いの中、杖の宝石に取り込まれてしまう。
ヴィーダル
オーディンの息子。長髪。死神と称してヴァルキリー候補の少女と接触する。笑顔でいる事が多く、言葉遣いも多少幼い。ヴァーリと比べると童顔で目も大きい。杖が作ったパラレルワールドの中でロキと争い、杖の宝石に取り込まれてしまう。
ヴァール
契約、または約束の女神。時空を操る力を持つ。新世界の神々軍団のメンバーそれぞれとコンビを組み、ヘイムダルから杖の奪還を目論む。随所でロキに好意を抱いているような描写が多々ある。ヴァルキリー候補の少女達が苦しんでいるのを見て、杖をバルドルではなくヘイムダルへと渡してしまう。
ヘイムダルから杖を奪還するために新世界の神々軍団のメンバー各々とコンビを組み、ロキの前に現れる。杖が作ったパラレルワールドの中でロキと争い、杖の宝石に取り込まれてしまうが、その後宝石の中から「彼(オーディン)を復活させてどうしたいの？あなたの今の使命はなに？」とロキへ問いかける。
ヘイムダルの右目（杖）
オーディンの力を継承するバルドルしか使役できない杖。ヴァルキリーを司る力を持つため、ロキと新世界の神々軍団が奪い合っている。中心部にヘイムダルの右目がはめ込まれており、バルドルの暴走を防ぐためにヘーニルが所持していた。その後ヴァーリに託されたが、彼女が情に負けバルドルではなくヘイムダルへと渡したことから、ヘイムダルの右目である事が判明。彼の右目に戻るために人間界の過去をヘイムダルと共に暗躍し、復活に必要な真理を集める。過去に移動した際、呪いの邪気に弾き飛ばされて時空の狭間を彷徨うが、ロキが鳴神と協力して手に入れる事に成功した。ヘイムダルやロキを唆したり、ロキの願いを叶えるために時の間であるパラレルワールドを構築したりと、その真意は不明。

#### ヴァルキリー
青空結奈（あおぞら ユイナ） / ヴァルキリー
大人気放送中のオカルトドラマ『宵闇のモニュメント』の主役として活躍する中学生のアイドル女優。黒髪のツインテールが特徴。闇野曰く、子供服モデルでデビューし、CM出演もした経歴がある。プライベートでは両親はおらず、性格は明るく頑張りやで学校にサボらず通い続け周囲にも気配りも欠かさないという完璧人間であるという。しかしどういうわけか、誰かに狙われ脅迫状が届いており、マグニとモージがその件でロキに依頼する。
正体は北欧神話の戦乙女・ヴァルキリーの前身で、新しい神界の創造に欠かせない存在。
逢坂真奈美（おうさか まなみ） / ヴァルキリー
厳しい母親の監視下に置かれており、大人しく命令に従い寄り道や学校での飲食もせずに暮らしている。度々起きる頭痛に悩まされている。実は人間ではなく人工的に生み出された生物だった。死神と称してやってきたヴィーザルと共に去っていく。
魔法少女リリィ（まほうしょうじょ-） / ヴァルキリー
本名は有里襧（ゆりね）。正義の味方として世間を賑わせているが、普段は普通の高校に通っており、リリィである事は秘密にしている。魔法少女の時の衣装は自作らしく、手先が器用。ヴァーリに狙われるがロキに助けられた。しかし元々世間に絶望していた為、ヴァーリに連れて行って欲しいと頼む。
雅（みやび） / ヴァルキリー
鳴神が合コンで出会い付き合う事になった人物。朱唇皓歯、八面玲瓏と称される程の美人で、鳴神ですら骨抜きにされた。
モージから、人生で一度だけでいいから善行を施せば願いを何でも叶えてやると言われている。
そばかすの少女 / ヴァルキリー
本名不明。廃墟マニアという事を利用され、マグニと共にサンジェルマン伯爵が住んでいたと言われる屋敷を訪れる事に。
一条翼 （いちじょう つばさ） / ヴァルキリー
15歳の天才少女。病で先が長くない母親（一条凛）の為にタイムマシーン（時空移動装置）の研究をしている。海外に留学して飛び級を重ねて最近日本に戻って来たらしい。

#### 魔女の館
「差出人不明、魔女を探し出したものに莫大な賞金が手に入る」という怪しげな手紙を頼りに集まった参加者。
謎の女性
本名不詳。魔女の館に立っていたショートボブの女性。喫煙者でキセルを吸っている。ロキと手を組もうと提案したが…。
魔女の館にいる参加者の1人で、ロキとまゆらに現状を説明する。
魔女の館の参加者
全員本名不明。全員女性で、それぞれ登場した順に、和服・ゴスロリ衣装・スーツ・ワンピースを着ている。
和服姿の女性
参加者の1人目。
ゴスロリの女性
参加者の2人目。ロキたちの到着の直後に魔女を探し出す。魔女の館の2人目の犠牲者となり溺死。側に散らばっていた紙・カルテによれば35歳で、何かしらの病気で少女の姿のまま成長が止まっていた。ロキ曰く「玲也と同じ位の年齢（外見）」。
スーツの女性
参加者の3人目。闇野と同じ眼鏡とショートボブが特徴。2人殺された後、「逃げることは無理」と発言したことから謎の女性に殺人の疑いをかけられる。
ワンピースの女性
参加者の4人目。リボン。魔女の館の最初の犠牲者となる。

### ノルン
元はウルドの泉に住まう過去・現在・未来を司る白鳥であったが、ある時泉を訪れたロキに好意を抱く。オーディンに頼んで人間の姿にしてもらうが、その時に３人に分かたれた。
ウルド
声 - 鈴木麻里子
運命を司る三大女神の一人で、過去を司る三姉妹の長女である。
クールな性格で、あまり表情を表に出さない。妹二人に比べてロキへ親しい態度を取らないが、ロキを慕う気持ちは変わらない。
『新世界の神々』ではバルドルを妹二人と共に封印している。第1部、2部に比べて笑顔が増えた。パラレルワールドにはオーディンの刺客としてロキの前に現れる。
作者の木下は、ウルドはショートカットのお姉さん、と意識して描き、謎めいたキャラだが案外普通の女の子だったりするかもしれない、と語っている。
ヴェルダンディー
声 - 能登麻美子
運命を司る三大女神の一人で、現在を司る三姉妹の次女である。
おっとりとした態度だが腹黒い性格で、変な薬を作ってはロキで実験しようとするマッドサイエンティストな面もある。子供状態のロキが好みである。オーディンの武器「グングニル」をもとにして作った偽物「ぐんぐんにーる」という武器を持っている。
『新世界の神々』ではバルドルを姉、妹と共に封印している。過去「あなた（ロキ）は何をされてもあの方（オーディン）を裏切らない」と呟き、自分よりオーディンを優先されている事に涙している描写がある。パラレルワールドにはオーディンの刺客としてロキの前に現れる。
作者の木下は、ノルンの中で一番動かしやすいキャラなので、（ロキいじりとして）多く描きたいと語っている。
スクルド
声 - 中原麻衣
運命を司る三大女神の一人で、未来を司る三姉妹の三女である。
明るい性格で、言動は姉二人に比べて見た目相応の少女である。覚醒状態のロキが好みである。
『新世界の神々』ではバルドルを姉二人と共に封印している。パラレルワールドにはオーディンの刺客としてロキの前に現れるが、ロキを想う気持ちは変わっていない。彼女の持っていた眠り粉でノルンは全員眠らされてしまい、ヴェルダンディーに「スクルドはダメだった…」と評されてしまうなど、ドジっ子は健在の様子。
作者の木下は、ツインテールで元気娘と設定したキャラで、性格はクールガイにしようとしたが、ロキを愛していることを設定した結果、フェードアウトとなり明るめの性格になってしまった、とのこと。

### ウトガルド国
ウトガルドロキ
巨人族の王。銀髪で目が隠れているのが特徴。ロキの前世の姿で、そのため容姿はロキと瓜二つだが性格は違う。ウトガルド国の住民からは「うーさま」と呼ばれている。アニメでは登場しない。
原作では初登場時、北欧神話上のエピソードにちなんで巨人族の国に迷い込んだロキと鳴神に謎かけ対決を挑んだ。フレイには銀髪であるため「銀ロキ」と呼ばれる。スピカに惚れ、ロキと統合してスピカを手に入れようとしたが失敗する(スピカがすでにこの世に存在していない魂だったため)。
ココ
ウトガルドロキの世話をする女の子。自称「ウトガルド国のアイドル」。天真爛漫な性格。ウトガルドロキのことが大好きで、「うーさま」と呼び、心から慕っている。

### その他の登場人物
大堂寺操（だいどうじ みさお）
声 - 園部啓一
繭良の父親。職業は神主だが、霊や怪奇現象といった非科学的なものは信じておらず「インチキ」だと言い切るなど、職務怠慢な態度をとっている。だが、実はそのようなものが大の苦手。また、霊感が強い。繭良が探偵じみたことに首を突っ込むことに反対しているが、実は繭良が探偵になろうと思ったキッカケを作った人物でもある。
ロキのことを「怪しー探偵」と呼んでおり、ロキの出す霊気（？）が見えていても自己暗示するように見えないといっていた。また、時として繭良が行方不明になったときにはロキに依頼したり、鶴田沙織（1巻参照）の事件に関する情報を提供したりするなど、ロキのことは嫌っているわけではない。繭良が行方不明から帰ってきたときには心から感謝していた。小説版では、一度だけだが「ロキくん」と呼んだことがある。
昔酒に酔った勢いで新山警部に「繭良がおっきくなったらおまえにやる」というメモを渡してしまったことがある。後に自分で焼き捨てた。
未だに早世した妻を愛しており、「生まれ変わってもお母さんと一緒になる？」というまゆらの質問に「もちろんだ」と即答した。
繭良の母（まゆらのはは）
声 - 深水由美
繭良が生まれてしばらくした後、病で他界。アニメの第4話の回想シーンでのみ登場する。
第3部『新世界の神々』では顔を出さないショットで僅かに登場。
新山真澄（にいやま ますみ）
声 - 志村知幸
警視庁捜査一課の警部。大堂寺操の旧友でもある。事情は不明だが操に世話になったこともあり、繭良とも知り合いで、よく事件に首を突っ込む繭良をたしなめている。ロキからは「真澄ちゃん」と呼ばれている。当初はロキを繭良と同じく邪魔者扱いしていたが、ロキが実績を重ねるに連れ、探偵として信頼するようになる。また、ロキのことは操に「怪しい探偵」として聞かされていたため、出会う前から知っていた。
鳴神と同じアパートに住んでおり、ハードボイルド刑事を自称。また、ハードボイルドにあこがれる朝を度々鳴神の気合に邪魔され、頭を悩ませている。独身貴族、あるいは刑事（デカ）貴族である。いわゆる「ハードボイルドを貫くオヤジ」である。人遣いは荒い。ロリコン説あり。警察として主に事件の捜査に関わる重要な立場を占めた人物であり、レギュラーキャラの一人であるが、Rからはヤスと共に登場しなくなった（ただし、R1巻では存在を明かす程度のみ）。
第3部『新世界の神々』では怪盗ブラックキャットの捜査で登場。差し入れを持ってきたまゆらとロキを現場に入れてくれた。
山田康之（やまだ やすゆき） / ヤス
新山警部の後輩で相棒的立場。将来は部下からヤマさんと呼ばれるのが夢らしい。新山警部とは対照的な性格で、繭良やロキによく事件の手がかりを提供したりする。子供のころはよく刑事ごっこをしていた。新山警部とは行動を共にすることが多く、彼と同じ立場であるがやはりRからは彼と共に登場しなくなった。
第3部『新世界の神々』では怪盗ブラックキャットの捜査で登場。ロキとまゆらに怪盗が狙う黄金の招き猫を見せてくれる。
垣ノ内光太郎（かきのうち こうたろう）
声 - 遠近孝一 / 緑川光
まゆらの同級生で、垣ノ内財閥の御曹司。勘が鋭く、覚醒したロキの姿を見て、探偵のロキじゃないかと突っ込んだ時があった（実は、冗談で言ったらしいが）（ロキは「あなどりがたし垣ノ内の血」と言った）。綾菜という女性が親戚にいる（原作では叔母、アニメでは従姉妹）。ロキと同類のプレイボーイで、女の子とよく遊んでいる。キレやすい性格でもあり、番外編ではロキの偽物に髪をぐしゃぐしゃにされたとき、回し蹴りを食らわした。ロキのことを「探偵」と呼び、ロキからは「光ちゃん」と呼ばれる。繭良より探偵助手としては向いている。
作者の木下は、光太郎は女性に人気のキャラになっていることを意識してしばしば劇中に登場させているが、ストーリーに絡めたほうが面白いかもしれない、とも語っている。
角田（つのだ）
第3部『新世界の神々』より登場。青山結奈のマネージャーで、妻は元ハリウッド女優。闇野やまゆらたちの言動にいちいち反応してくれるなど、お人好しの良い人。妻も娘も何より大切にしている。娘の猫被りには全く気が付いていない。
角田 ネロ（つのだ-）
第3部『新世界の神々』より登場。角田の娘で、ツインテールの長い髪が特徴的な少女。ファザコン。父親の前では猫を被っているが、普段は乱暴者で格闘技に長けている。依頼者として燕雀探偵社にやって来る。学校では「兄貴」「ネロ様」などと呼ばれており、更に生徒からの挑戦も受けて頻繁に校内で戦っている模様。元女優の娘らしく演義も上手い。ロキの事を嫌っている。
クラリス
第3部『新世界の神々』より登場。角田家のメイド。ネロの教育係を務めているが、都度都度ネロに反抗されるので応戦している。常にメイド服。眼鏡をかけている。
一条 凛（いちじょう りん）
第3部『新世界の神々』より登場。大島玲也がヴァールと契約して生まれ変わった姿。幼い頃からレイヤの記憶があったため、生まれ育った孤児院でも疎まれて暮らしていた。10歳の時に当時の一条家の主人に引き取られる。その後、娘の翼を生むが…。
ユダ
第3部『新世界の神々』より登場。フレイがヘイムダル探索の手助けでロキの元に遣わした悪魔。人間界に来てからはロキに興味を抱き、ロキを主にする。ヘイムダルを追いかける途中で時間移動の能力を取得し、以後ヘイムダルを追うロキの時間遡行を手伝うが、頻繁にロキだけその時代に置き去りにしてしまう。また、神界からフレイが得た情報をロキに流すなど杖を手に入れるにあたり重要な位置を占める。

## 書籍

### 単行本
『魔探偵ロキ』 エニックス（ガンガンコミックス） 全7巻
1. 1999年8月発売 ISBN 475750070X
2. 2000年3月発売 ISBN 4757502087
3. 2000年6月発売 ISBN 4757502583
4. 2000年11月発売 ISBN 4757503458
5. 2001年3月発売 ISBN 4757504217
6. 2001年9月発売 ISBN 4757505353
7. 2001年12月発売 ISBN 4757505949

『魔探偵ロキ』（新装版） マッグガーデン（ブレイドコミックス） 全7巻 2003年5月10日発売
1. ISBN 4901926535
2. ISBN 4901926543
3. ISBN 4901926551
4. ISBN 490192656X
5. ISBN 4901926578
6. ISBN 4901926586
7. ISBN 4901926594

『魔探偵ロキRAGNAROK』 マッグガーデン（ブレイドコミックス） 全5巻
1. 2002年11月9日発売 ISBN 4901926160
2. 2003年3月10日発売 ISBN 490192639X
3. 2003年9月10日発売 ISBN 4901926802
4. 2004年3月10日発売 ISBN 4861270316 ISBN 4861270227（限定版）
5. 2004年12月10日発売 ISBN 4861270995 ISBN 4861270944（限定版）

『魔探偵ロキRAGNAROK〜新世界の神々〜』 マッグガーデン（マッグガーデンコミックス Beat'sシリーズ） 全6巻
1. 2012年5月14日発売 ISBN 4861279992
2. 2013年2月14日発売 ISBN 4800000971
3. 2013年10月12日発売 ISBN 4800002192
4. 2014年3月14日発売 ISBN 4800002737
5. 2014年10月14日発売 ISBN 4800003709
6. 2015年5月14日発売 ISBN 4800004616

### 小説
- 魔探偵ロキ ゴーストプレイ（エニックス、2001年12月21日、ISBN 4-7575-0585-X）
  - 井上真による著書。表紙・挿絵は木下さくら。大堂寺家ラプソディー同時収録。

### ガイドブック
- 『魔探偵ロキRAGNAROK PERFECT GUIDEBOOK』マッグガーデン、2003年9月26日。ISBN 978-4-9019-2683-6。
- TVアニメーション魔探偵ロキRAGNAROKスターターブック （マッグガーデン、2003年4月5日） ISBN 4901926446

### 画集ほか
- Much Ado About Nothing 木下さくら画集1（マッグガーデン、2003年2月26日） ISBN 4901926357
- The Comedy of Errors 木下さくら画集2（マッグガーデン、2003年8月26日） ISBN 4901926772
- Romeo e Julietta 木下さくらモノクロ画集（マッグガーデン、2004年7月29日） ISBN 486127060X
- The Passionate Pilgrim 木下さくら画集3（マッグガーデン、2004年9月29日） ISBN 4861270723
- 魔探偵ロキRAGNAROK ポスターブック（マッグガーデン、2003年7月） ISBN 4901926748

### その他
- CD魔探偵ロキ（スクウェア・エニックス、2001年9月） ISBN 4757505531

## テレビアニメ
テレビ東京系で2003年4月5日から同年9月26日まで『魔探偵ロキ RAGNAROK』の題名で放送。全26話。

### スタッフ
- 原作 - 木下さくら（マッグガーデン『ブレイドコミックス』刊）
- 監督 - わたなべひろし
- 企画 - 保坂嘉弘、中村直樹
- シリーズ構成 - 金巻兼一
- キャラクターデザイン - 岡真里子
- メカニックデザイン - 友杉達也
- アートデザイン - 赤堀隆一
- プロダクションデザイン - 佐藤和巳
- 美術監督 - 小山俊久
- 色彩設計 - 松本真司
- 撮影監督 - 近藤慎与
- 編集 - 松村正宏
- 音楽 - 羽岡佳、アイジ
- 音響監督 - 菊田浩巳
- プロデューサー - 東不可止、山川正樹、浦崎宣光
- アニメーション制作 - スタジオディーン
- 製作 - テレビ東京、テレビ東京メディアネット

### 主題歌
オープニングテーマ「楽園の扉」
作詞 - 森由里子 / 作曲・編曲 - 西岡和哉 / 歌 - YAMOTO
エンディングテーマ「Believe In Heaven」
作詞 - 六ツ見純代 / 作曲・編曲 - UZA / 歌 - 三木眞一郎

### 各話リスト
| 話数 | サブタイトル                                | 脚本         | コンテ         | 演出           | 作画監督   | 放送日        |
| ---- | ------------------------------------------- | ------------ | -------------- | -------------- | ---------- | ------------- |
| 1    | 魔探偵登場!                                 | 金巻兼一     | わたなべひろし | わたなべひろし | 岡真里子   | 2003年 4月5日 |
| 2    | 正義の味方は超ビンボー!?                    | 山田健一     | 齋藤哲人       | 橋本昌和       | 奈良崎早苗 | 4月12日       |
| 3    | 舞い降りた刺客!                             | 花田十輝     | 西村純二       | 古川政美       | 清水博明   | 4月19日       |
| 4    | パパは名探偵!?                              | 高山カツヒコ | 新留俊哉       | 林有紀         | 関崎高明   | 4月26日       |
| 5    | 怪盗フレイの挑戦!                           | 鈴木雅詞     | 松下ユキヒロ   | 古川政美       | 徳田夢之介 | 5月3日        |
| 6    | ねらわれた少女                              | 鈴木雅詞     | 松下ユキヒロ   | 橋本昌和       | 奈良崎早苗 | 5月10日       |
| 7    | 女神フレイヤ、覚醒!                         | 金巻兼一     | 林有紀         | 林有紀         | 門上洋子   | 5月17日       |
| 8    | 進め!! 闇野探偵社!?                         | 高山カツヒコ | 新留俊哉       | 新留俊哉       | 江森真理子 | 5月24日       |
| 9    | 繭良式テスト必勝法!?                        | 花田十輝     | 西村純二       | 古川政美       | 河南正昭   | 5月31日       |
| 10   | 夕暮珈琲館                                  | 山田健一     | 山本秀世       | わたなべひろし | 岡真里子   | 6月7日        |
| 11   | 恋する転校生                                | 花田十輝     | 松下ユキヒロ   | 松下ユキヒロ   | 奈良崎早苗 | 6月14日       |
| 12   | ドラキュラ城の罠                            | 鈴木雅詞     | 林有紀         | 林有紀         | 関崎高明   | 6月21日       |
| 13   | 夢幻の花                                    | 金巻兼一     | 西村純二       | 古川政美       | 河南正昭   | 6月28日       |
| 14   | 光と闇と黒い犬                              | 高山カツヒコ | 西村純二       | 林有紀         | 江森真理子 | 7月5日        |
| 15   | 美しき刺客たち                              | 金巻兼一     | 松下ユキヒロ   | 松下ユキヒロ   | 岡真里子   | 7月12日       |
| 16   | 魔性の鈴                                    | 鈴木雅詞     | 新留俊哉       | 新留俊哉       | 奈良崎早苗 | 7月19日       |
| 17   | 激突!! 料理の聖域（キッチンサンクチュアリ） | 鈴木雅詞     | 林有紀         | 林有紀         | 関崎高明   | 7月26日       |
| 18   | 七色探偵現る!?                              | 高山カツヒコ | 西村純二       | 古川政美       | 河南正昭   | 8月2日        |
| 19   | 鳴神君純情物語                              | 鈴木雅詞     | 西村純二       | 橋本昌和       | 江森真理子 | 8月9日        |
| 20   | 赤い靴                                      | 高山カツヒコ | わたなべひろし | わたなべひろし | 岡真里子   | 8月16日       |
| 21   | 暁のヘイムダル                              | 鈴木雅詞     | 松下ユキヒロ   | 松下ユキヒロ   | 奈良崎早苗 | 8月23日       |
| 22   | 女神たちの真実                              | 金巻兼一     | 林有紀         | 林有紀         | 関崎高明   | 8月30日       |
| 23   | 湖畔の夏少女                                | 高山カツヒコ | 西村純二       | 橋本昌和       | 河南正昭   | 9月6日        |
| 24   | 孤独の陰影（かげ）                          | 金巻兼一     | 新留俊哉       | 新留俊哉       | 塩川貴史   | 9月13日       |
| 25   | 夢の終着駅                                  | 鈴木雅詞     | わたなべひろし | わたなべひろし | 岡真里子   | 9月20日       |
| 26   | 神々の旅立ち                                | 金巻兼一     | 松下ユキヒロ   | 松下ユキヒロ   | 奈良崎早苗 | 9月27日       |

### 放送局
| 放送地域   | 放送局       | 放送期間                      | 放送日時           | 系列           | 備考   |
| ---------- | ------------ | ----------------------------- | ------------------ | -------------- | ------ |
| 関東広域圏 | テレビ東京   | 2003年4月5日 - 2003年9月27日  | 土曜 9:30 - 10:00  | テレビ東京系列 | 制作局 |
| 愛知県     | テレビ愛知   |                               | 日曜 7:00 - 7:30   | テレビ東京系列 |        |
| 大阪府     | テレビ大阪   |                               | 日曜 6:00 - 6:30   | テレビ東京系列 |        |
| 福島県     | 福島テレビ   |                               | 水曜 15:30 - 16:00 | フジテレビ系列 |        |
| 石川県     | 石川テレビ   | 2003年4月16日 - 2003年10月8日 | 水曜 15:35 - 16:05 | フジテレビ系列 | [ 20 ] |
| 滋賀県     | びわ湖放送   |                               | 土曜 9:00 - 9:30   | 独立UHF局      |        |
| 奈良県     | 奈良テレビ   |                               | 火曜 18:00 - 18:30 | 独立UHF局      |        |
| 和歌山県   | テレビ和歌山 |                               | 金曜 18:30 - 19:00 | 独立UHF局      |        |
| 全国放送   | AT-X         |                               | 火曜 9:00 - 9:30   | CS放送         |        |

## 関連商品

### CD
- 楽園の扉（2003年6月13日、AFC-1001）
  1. 楽園の扉（歌：YAMOTO）
  2. Believe in Heaven（歌：三木眞一郎）
  3. 楽園の扉 Original Karaoke
  4. Believe in Heaven Original Karaoke
- TVアニメーション「魔探偵ロキRAGNAROK」 Sound Track Vol.1（2003年6月27日、AFC-1002）
- TVアニメーション「魔探偵ロキRAGNAROK」 Sound Track Vol.2（2003年11月21日、AFC-1003）
- 魔探偵ロキRAGNAROK キャラクターCD Vol.1 ロキ&闇野竜介（2003年11月21日、AFC-1006）
  1. NEO GENESIS 〜いま、光の方へ〜（歌：ロキ（渕崎ゆり子））
  2. Tea timeにようこそ（歌：闇野竜介（三木眞一郎））
  3. ロキ&闇野 Mini Drama
  4. NEO GENESIS 〜いま、光の方へ〜 Original Karaoke
  5. Tea timeにようこそ Original Karaoke
- 魔探偵ロキRAGNAROK キャラクターCD Vol.2 大堂寺繭良&大島玲也（2003年11月21日、AFC-1007）
  1. 世界はフシギに満ちている（歌：大堂寺繭良（堀江由衣））
  2. そばにいたいの（歌：大島玲也（小松里賀））
  3. 繭良&玲也 Mini Drama
  4. 世界は不思議に満ちている Original Karaoke
  5. そばにいたいの Original Karaoke
- 魔探偵ロキRAGNAROK キャラクターCD Vol.3 ヘイムダル&フレイ（2003年12月26日、AFC-1008）
  1. Get Real（歌：ヘイムダル（朴璐美））
  2. MOONLIGHT ILLUSION〜月夜の彷徨（歌：フレイ（子安武人））
  3. ヘイムダル&フレイ Mini Drama
  4. Get Real Original Karaoke
  5. MOONLIGHT ILLUSION〜月夜の彷徨 Original Karaoke
- 魔探偵ロキRAGNAROK キャラクターCD Vol.4 ロキ（覚醒後）&鳴神（2004年1月23日、AFC-1009）
  1. DAY BREAK（歌：ロキ（覚醒後）（櫻井孝宏））
  2. Get Serious!〜太陽を掴め〜（歌：鳴神（森久保祥太郎））
  3. ロキ（覚醒後）&鳴神 Mini Drama
  4. DAY BREAK Original Karaoke
  5. Get Serious!〜太陽を掴め〜 Original Karaoke

### ドラマCD
原作
- コミックスブレイドドラマCDシリーズ「魔探偵ロキRAGNAROK」1（2003年6月13日、AFC-3001）
- コミックスブレイドドラマCDシリーズ「魔探偵ロキRAGNAROK」2（2003年7月25日、AFC-3002）
- コミックスブレイドドラマCDシリーズ「魔探偵ロキRAGNAROK」3（2003年9月12日、AFC-3003）
- コミックスブレイドドラマCDシリーズ「魔探偵ロキRAGNAROK」4（2003年11月7日、AFC-3004）

アニメ版
- TVアニメーション「魔探偵ロキ RAGNAROK」Drama CD Vol.1（2003年8月6日、AFC-1004）
- TVアニメーション「魔探偵ロキ RAGNAROK」Drama CD Vol.2（2003年10月10日、AFC-1005）

その他
- 魔探偵まゆらRAGNAROK 0点を取ったのは誰だ!!（『RAGNAROK』コミックス第4巻限定版）

### ゲーム
- 魔探偵ロキRAGNAROK 〜幻想のラビリンス〜（2003年10月16日、GBA）
  - 推理アドベンチャーRPG。こちらは声は出ない。
- 魔探偵ロキ 魔妖画 〜失われた微笑〜（2005年12月22日、PS2）
  - オリジナルストーリーの推理アドベンチャーゲーム。フルボイス。

### モーションコミック
Manga2.5（ハピネット）にて2013年2月19日より海外向けとして配信。全5話。
- キャスト[22]
  - ロキ - Caleb Pearson
  - 大堂寺繭良 - Beth Ann Sweezer
  - 闇野竜介 - William Winckler
  - 大堂寺操 - Kyle Rea
  - 新山真澄 - Bryan Forrest